# Helle (Denemarken)
Helle is een voormalige gemeente in Denemarken. De oppervlakte bedroeg 280,51 km². De gemeente telde 8319 inwoners waarvan 4257 mannen en 4062 vrouwen (cijfers 2005). Hoofdplaats was Årre.
Sinds 1 januari 2007 hoort gemeente Helle deels bij de gemeente Esbjerg en deels bij de gemeente Varde.